# North Courtland, Alabama
North Courtland là một thị trấn thuộc quận Lawrence, tiểu bang Alabama, Hoa Kỳ. Dân số năm 2009 là 798 người, mật độ đạt 472 người/km².